# Cârjiți
Cârjiți is een Roemeense gemeente in het district Hunedoara.
Cârjiți telt 699 inwoners.